# The Pilgrims
Pour plus de détails, voir Fiche technique et Distribution.
The Pilgrims (littéralement : Les Pèlerins) est un film américain réalisé par Edwin L. Hollywood, sorti en 1924. 
Ce film muet en noir et blanc met en scène les Pères Pèlerins (Pilgrim Fathers), un des premiers groupes de colons anglais installés, après leur traversée à bord du Mayflower, sur le territoire des futurs États-Unis d'Amérique, en 1620.

## Fiche technique
- Titre original : The Pilgrims
- Réalisation : Edwin L. Hollywood
- Scénario : William B. Courtney
- Société de production : Chronicles of America Pictures
- Société de distribution : Pathé Exchange
- Pays d'origine :  États-Unis
- Langue : anglais
- Format : Noir et blanc – 1,33:1 – 35 mm – Muet
- Genre : film historique
- Longueur de pellicule : 900 m (3 bobines)
- Année : 1924
- Dates de sortie :
  -  États-Unis : 18 mai 1924
- Autres titres connus :
  -  États-Unis : Chronicles of America #9: The Pilgrims

## Distribution
- Morgan Thorpe : John Carver
- Bessie Remo : Mary Brewster (en)
- Anna Beecher : Priscilla Mullins
- James Murray : John Alden
- Arthur Donaldson (en) : Capitaine Miles Standish
- John Darrow : William Bradford, jeune
- Robert Gaillard : William Brewster
- Jack Hopkins
- Frank Hagney : un Indien
- John Irwin : un marin malade